# Iwogumoa yaeyamensis
Iwogumoa yaeyamensis là một loài nhện trong họ Amaurobiidae.
Loài này thuộc chi Iwogumoa. Iwogumoa yaeyamensis được miêu tả năm 1982 bởi Shimojana.